# کارل هاوسهفر
کارل هاوس‌هفر (انگلیسی: Karl Haushofer؛ ۲۷ اوت ۱۸۶۹ – ۱۰ مارس ۱۹۴۶) ارتشبد، استاد دانشگاه، جغرافی‌دان و دیپلمات اهل آلمان بود. درک او از ژئوپلیتیک بر توسعه ایدئولوژیکی آدولف هیتلر مؤثر بود. زمانی که هیتلر و رودلف هس (که از دانشجویان وی بود) بعد از کودتای آبجوفروشی در زمان جمهوری وایمار زندانی شده بودند. او به ‌زندان لاندسبرگ رفت تا به آن دو آموزش دهد و راهنمایی‌شان کند. هاوس‌هوفر کاربرد سیاسی عبارت لبنس‌راوم را نیز جعل کرد. هیتلر از این اصطلاح برای توجیه جنایت علیه صلح و نسل‌کشی استفاده کرد. بعد از به قدرت رسیدن هیتلر هاوس‌هفر مدام به دلیل ریشه‌های یهودی همسرش آزار می‌دید و برای او و فرزندانش نگران بود. هیچ وقت حتی با وجود فشارهایی که به او وارد شد حاضر به جدایی از همسرش نشد. او مدام برای امنیت خانواده‌اش از هس طلب کمک می‌کرد و به‌تدریج خودخواسته یا بالاجبار پایش از سازمان‌هایی که خود ساخته بود قطع شد. پسرش آلبرشت نهایتاً به جرم همکاری در کودتای ۲۰ ژوئیه و عضویت در مقاومت آلمان دستگیر و اعدام شد. او بعد از پایان جنگ توسط آمریکایی‌ها دستگیر و بازجویی شد و پس از آزادی به خانهٔ روستایی خود در باواریا رفت. او و همسرش مارتا که نمی‌توانستند با مرگ پسرشان کنار بیایند در نهایت با خوردن زهر خودکشی کردند.